# Online Transaction Processing
OLTP (Online Transaction Processing) je technologie uložení dat v databázi, která umožňuje jejich co nejsnadnější a nejbezpečnější modifikaci v mnohauživatelském prostředí. Jedná se o přístup používaný v současné době v převážné většině databázových aplikací (historicky ještě poměrně nedávno dokonce ve všech databázových aplikacích). Jako protiklad k OLTP je především k analytickým účelům nad rozsáhlými databázemi používána technologie OLAP (Online Analytical Processing).
Srovnání obou technologií je k dispozici v článku zabývajícím se OLAP.